# VEF
VEF, là chữ viết tắt trong tiếng Latvia cho Valsts elektrotehniskā fabrika (Nhà máy Kỹ thuật Điện Nhà nước), là một công ty sản xuất thiết bị điện tử đặt tại Riga, Latvia. Công ty được thành lập vào năm 1919. Trước Thế Chiến II, công ty này sản xuất nhiều loại mặt hàng khác nhau, bao gồm Minox - camera nhỏ nhất thế giới vào thời đó. Sau chiến tranh, đây là công ty công nghệ viễn thông dẫn đầu của Liên bang Soviet và là nhà máy lớn nhất ở Latvian SSR.

## Lịch sử

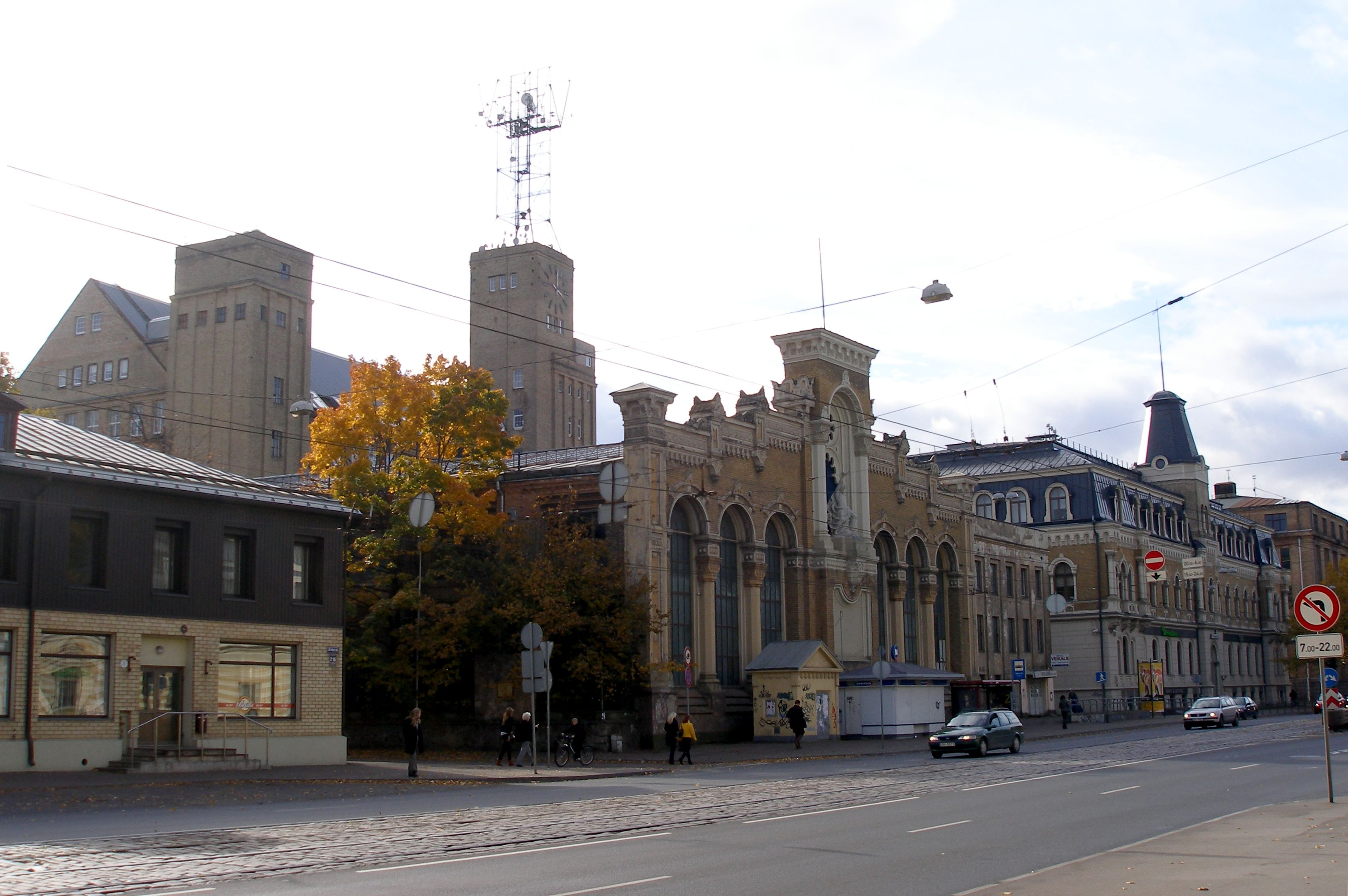
Street view of VEF's oldest buildings.

VEF được thành lập vào tháng 4 năm 1919 với vai trò là xưởng sửa chữa của Nha Bưu chính và Điện Báo. Và nó có tên (tiếng Latvia: Pasta un telegrāfa virsvaldes galvenā darbnīca) (PTVGD). Năm 1924 nhà máy được di dời lần đầu tiên, và lần thứ hai vào năm 1928 tới vị trí hiện tại của VEF. Các tòa nhà của nhà máy được xây dựng vào cuối thế kỷ 19 và đầu thế kỷ 20 và trải dài một block nhà. Trước Thế chiến I các tòa nhà được nhà máy UNION thành lập năm 1887 sở hữu. Công ty được đổi tên VEF vào năm 1932.
Năm 1922 PTVGD bắt đầu sản xuất điện thoại. Năm 1924 nhà máy bắt đầu sản xuất radio crystal-detector. Năm 1928 nhà máy bắt đầu sản xuất automatic telephone exchanges. Họ mua giấy phép của Mix & Genest để sản xuất small volume (for 100, 200, 300 numbers) và large volume (1000, 2000 numbers) switchboards. Telephone exchange in Riga and Latvia's populated places were upgraded with equipment manufactured by PTVGD cho đến năm 1940. Trong thập niên 1930 the monthly production of PTVGD included 500 phones and 400 exchanges.
By the 1930s the factory produced all electronics that had any market demand - communication devices, phones, light bulbs, cameras, irons, radios, flashlights, as well as photo paper, work-tables, and even airplanes. They also repaired cars.
VEF thâm nhập thị trường thế giới vào năm 1936 with the development of the Minox subminiature camera, designed by Walter Zapp (tiếng Latvia: Valters Caps). It was the world's smallest camera at the time.
Trong khoảng thời gian 1928 tới 1933 VEF cũng sản xuất một xe hơi nhỏ rẻ tiền.
Trong Thế chiến II nhà máy bị cướp bóc và vài tòa nhà bị phá hủy. The factory was repaired after the war and it quickly recovered. During the 1960s VEF produced seven radios receivers and five phones every minute and two out of three phones in Soviet Union were produced by VEF. It also manufactured highly demanded transistor-based radios "Spīdola" and in the 1970s — "VEF".
During the Soviet period, VEF specialized in electronics and was a part of Latvia's electronic industry, which supplied the former Liên Xô with telecommunications equipment and electronics for the military. The five largest state companies were VEF, Radiotehnika, Elfa, Komutators and Elar (which produced components for the other four). In its peak in 1991, VEF employed 20,000 people. Its best known products were telephones, telephone exchanges and radios.
The Latvian electronics industry had trouble competing with Western companies when the markets were opened in the early 1990s. Cited problems included poor service and product quality. Attempts to restructure these companies were not successful and their combined production fell more than 90% between 1993 and 1997. VEF was divided into six smaller companies, most of which no longer exist. Three remaining ones, VEF un Ko, VEF TELEKOM và VEF Radiotehnika RRR, employ between 100 and 200 people each.
Năm 1999 nhà máy được tư nhân hóa và tái tổ chức.

## Các dòng sản phẩm

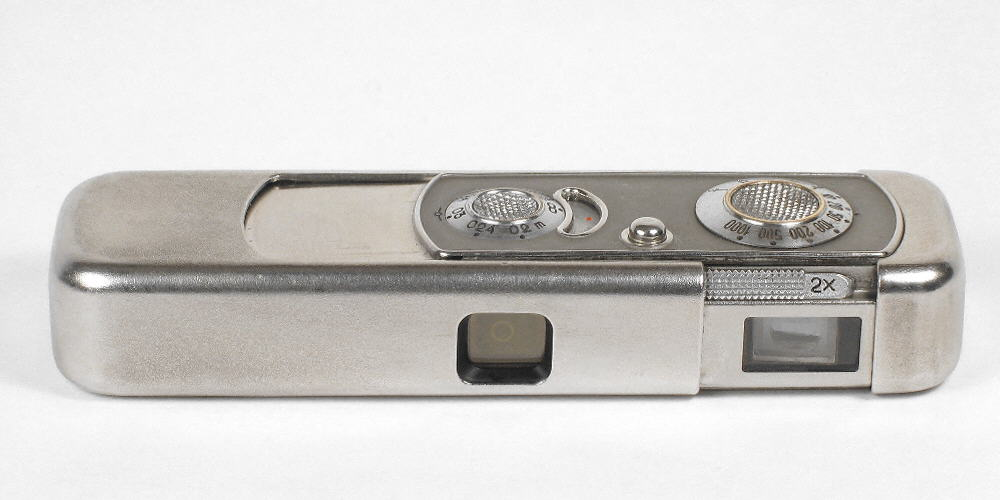
VEF Minox subminiature camera

### Cameras

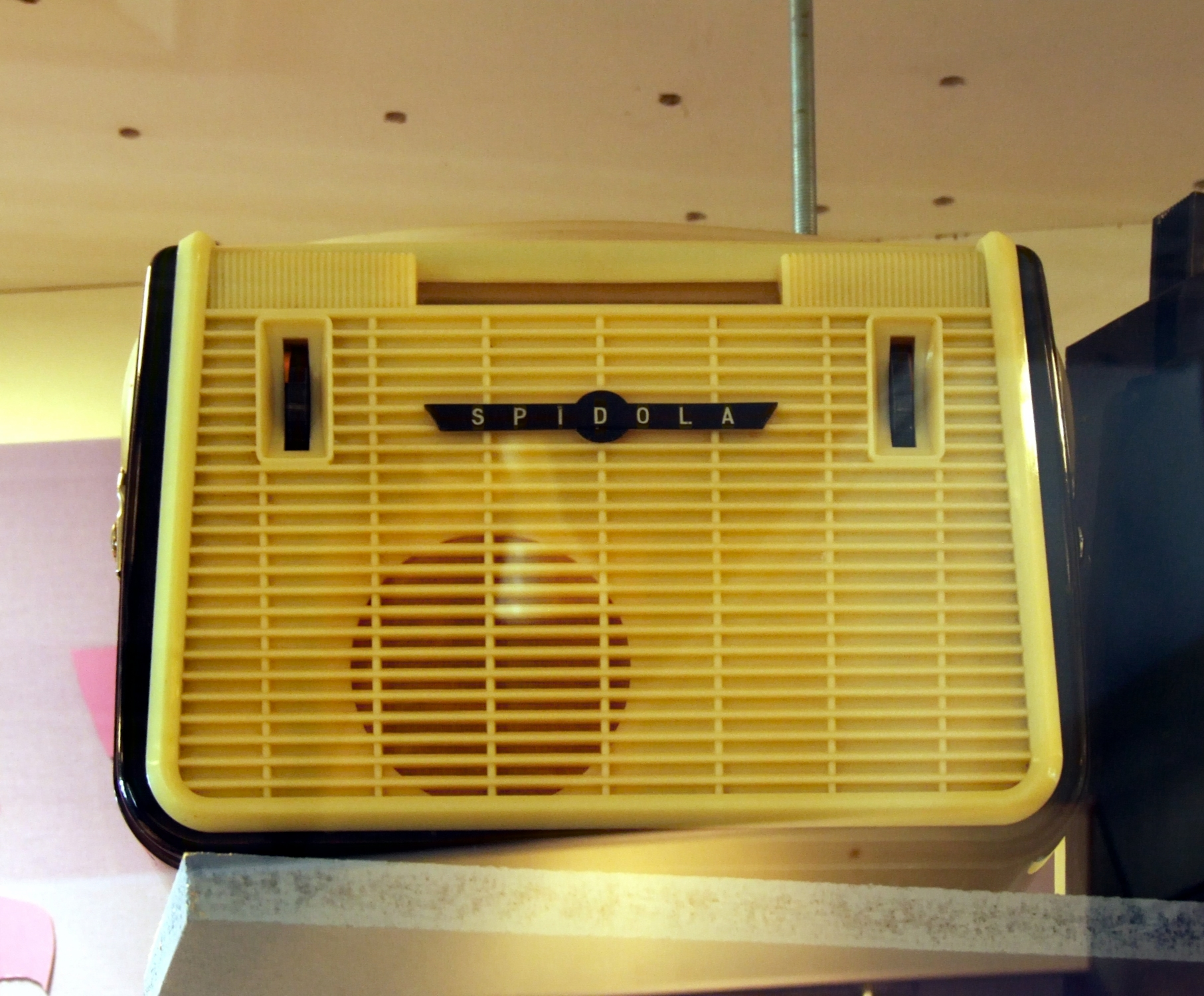
Famous 1960 Spīdola, Soviet first portable short wave receiver

- Minox

### Radios
- Spīdola
- Vega VEF
- VEF Latvia

And a lot more

### Điện thoại
- VEF-TA

The VEF-TA had many different versions that ranged from classic style rotary phones to modern push button key pad.

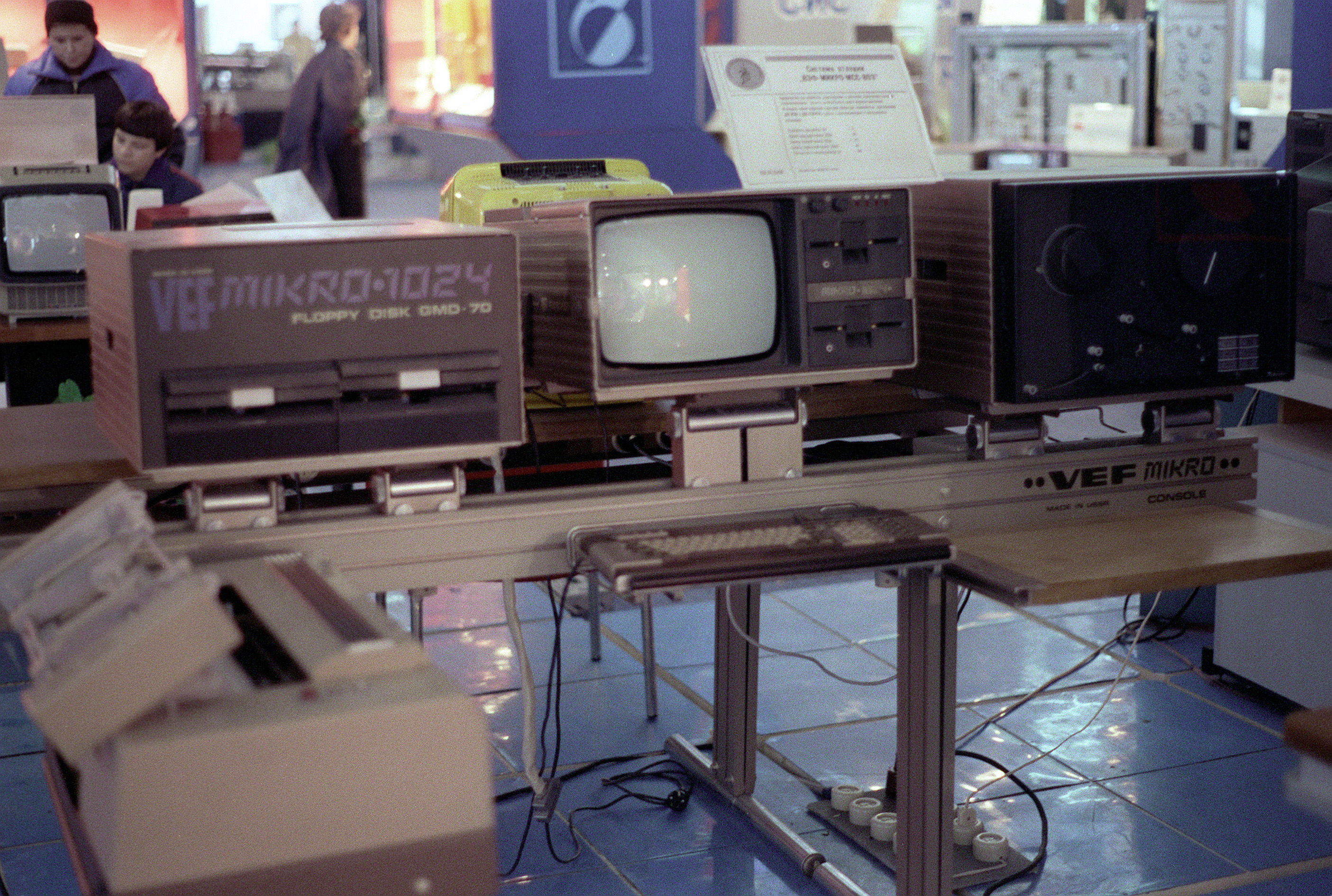
VEF-MIKRO 1024 personal computer

### Computers

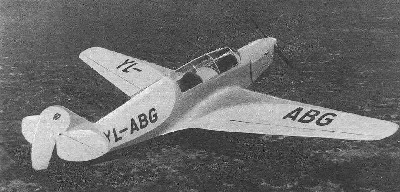
VEF I-12 airplane

- VEF ORMIKA
- VEF-1022
- VEF-MIKRO 1024
- VEF-MIKRO 1025

### Máy bay
- VEF Irbītis I-11
- VEF Irbītis I-12
- VEF Irbītis I-14
- VEF Irbītis I-15
- VEF Irbītis I-16
- VEF Irbītis I-17
- VEF Irbītis I-18
- VEF Irbītis I-19
- VEF JDA-10M

### Motorcycle
- Pandera